# Norwegia na Halowych Mistrzostwach Świata w Lekkoatletyce 2010
Reprezentacja Norwegii podczas halowych mistrzostw świata 2010 liczyła 3 zawodników.

## Kobiety
- Bieg na 60 m
  - Folake Akinyemi

- Bieg na 60 m przez płotki
  - Christina Vukicevic

- Skok wzwyż
  - Stine Kufaas